# اچ‌ام‌اس کالکوتا (۱۷۹۵)
اچ‌ام‌اس کالکوتا (۱۷۹۵) (به انگلیسی: HMS Calcutta (1795)) یک کشتی بود که طول آن ۱۵۶ فوت ۱۱ اینچ (۴۷٫۸۳ متر) بود. این کشتی در سال ۱۷۸۸ ساخته شد.